# نصیرآباد (شوراب تنگزی)
نصیرآباد (کوهرنگ)، روستایی از توابع بخش مرکزی شهرستان کوهرنگ در استان چهارمحال و بختیاری ایران است.